# Marwa Abdelhady
Marwa Abdelhady (Caïro, 22 december 1997) is een Egyptische volleyballer en beachvolleyballer. Ze nam in die laatste discipline eenmaal deel aan de Olympische Spelen.

## Carrière

### Zaal
Abdelhady speelde in het seizoen 2022/23 voor Smouha Sporting Club. Een jaar later werd ze met El Shams zesde in de strijd om het landskampioenschap en bereikte ze de Egyptische bekerfinale. Het seizoen daarop eindigde ze met El Shams als vijfde in de nationale competitie. Sinds 2025 speelt ze voor Zamalek SC.

### Beach
Abdelhady deed in 2017 met Maya Mamdouh mee aan de WK onder 21 in Nanjing. In december 2022 won ze met Doaa Elghobashy een CAVB-toernooi. Het seizoen daarop behaalde ze met Habiba Mostafa een negende plaats bij Future-toernooi van El Alamein. Met Elghobashy bereikte ze de achtste finale van de Mediterrane Strandspelen in Heraklion. In maart 2024 wonnen Abdelhady en Elghobashy de gouden medaille bij de Afrikaanse Spelen in Accra door het Mozambikaanse tweetal Ana Sinaportar en Vanessa Muianga in de finale te verslaan. In mei namen ze deel aan de Future-toernooien van Battipaglia en Spiez. In juni wonnen ze het Afrikaanse kwalificatietoernooi, waarmee ze zich voor de Olympische Spelen in Parijs plaatsten. Daar strandde het duo na drie nederlagen in de groepsfase.

## Palmares
Clubverband zaal
- 2024:  Egyptische beker

Kampioenschappen beach
- 2024:  Afrikaanse Spelen